# セルギイ (日本府主教)

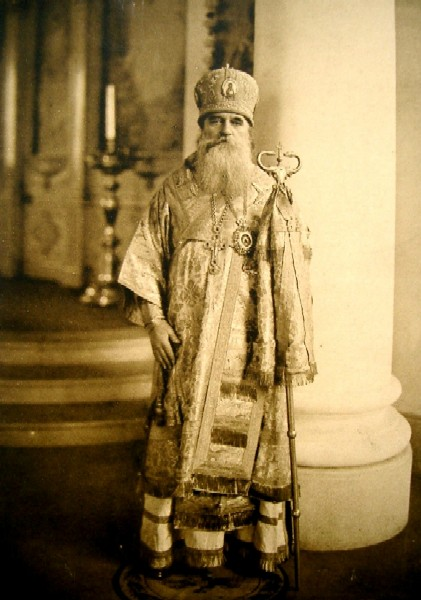
セルギイ府主教。祭服を完装した姿でニコライ堂内で撮影されている（着用している祭服のうち見えているもの：ミトラ、ポルーチ、ポドリスニク、パリーッツァ、サッコス、パナギア、オモフォル、権杖）。撮影年月日は不詳だが、関東大震災後に再建された状態でのニコライ堂内で主教の祭服を着用した姿で撮影されていることから、1929年より後、セルギイが日本の主教職から退くことを余儀なくされた1940年9月より前のものであると考えられる。

府主教セルギイ（ふしゅきょうセルギイ、俗名ゲオルギー・アレクセーヴィチ・チホミーロフ, ロシア語: Георгий Алексеевич Тихомиров、1871年6月16日 - 1945年8月10日）は、ロシア人の聖職者で、ロシア正教会の修道士。のちに日本正教会の府主教を務めた。

## 来日まで
セルギイは1871年にノヴゴロド近くのグージ村で、地元の聖職者アレクセイ・チホミーロフの子として生まれた。勉学に優れ、ペテルブルクの神学校に進学して1896年に卒業した。1895年、セルギイの名で修道士の誓いを立てる。のちにペテルブルクの神学大学で神学を教え、1899年に掌院に昇叙されて神学大学の監督官となる。1905年、司教に昇格し、ヤンブルク（現・キンギセップ）の主教に叙聖され、35歳でペテルブルクの大主教となった。神学大学での在職期間を通じて、セルギイは伝道者として成果を上げるとともに、出身地のノヴゴロド地方における教会の歴史について多くの著作を残した。

## 日本での活動
1908年、セルギイは大主教ニコライ・カサートキンの後任として日本に送られた。日本に馴染み、短い間に日本語を覚えたセルギイは、日露戦争の結果、日本領となった樺太で没収された資産を信徒に返還するため、正教徒のスポークスマンとして活動した。1912年にニコライが永眠すると、セルギイはそのあとを継いで日本正教会の主教となった。息つく間もなく、セルギイはロシア革命によって起きた、日本正教会の命運にかかわる恐るべき困難に直面した。ロシアからの援助の停止は、教会予算のほぼすべてを失うことを意味した。この結果、伝道活動はひどく抑制され伝教者の多くを解雇せざるを得ず、著しく教勢は衰えつつも、教会自体は何とか継続された。
1923年、関東大震災によりニコライ堂の半壊をはじめ、日本正教会の本部施設は大きな損害を受けた。その後数年間、セルギイと日本人信徒は大聖堂を再建するための基金の創設を中心に活動し、彼らは独自に莫大な金額を集めて1929年にニコライ堂の復興（一部意匠・設計を耐震性を強化して変更）にこぎ着けた。1931年、主教のセルギイはモスクワ総主教により府主教に昇叙された。しかし1930年代の日本では、キリスト教や外国の事物に対する強い偏見を伴った新たな風潮とともに軍国主義や国家主義が台頭した。1940年9月にセルギイは日本正教会の首長の地位を追われた。日本政府は同年4月に施行した宗教団体法により、日本の宗教団体を統括する聖職者はすべて日本人とすることに応じるよう要求したのである。
セルギイは1941年1月、ニコライ堂を出て世田谷区太子堂にあったプロテスタントの旧宣教師館を借りて移り住んだ。同年10月より祈祷所を開き、希望する信徒に聖事をおこなっていた。セルギイは「共産主義を擁護する演説をした」として日本の白系ロシア人から反感を買っていたこともあった。しかし、やがてそれらの人々や日本人の信徒から援助が送られるようになった。
セルギイは1944年5月、1940年以降検閲を理由に取りやめていたモスクワの総主教庁とのやりとりをソ連大使館経由で再開した。ソ連側はソ連国籍の取得を認め、セルギイのソ連入国を画策していたことがロシア国立古文書館（GARF）所蔵の文書に残されている。ロシア正教会の総主教選立のための公会に招かれるが、季節や体調を理由に断念した。
1945年5月にソ連のスパイ容疑で憲兵隊に連行された。検束されるまでにセルギイは健康を害していた。最終的にセルギイは不起訴となり、6月16日に釈放された。しかし、宣教師館はそれに先立つ5月25日の空襲で焼失しており、板橋の仮住まいに移った。8月10日に、終戦まであと5日というタイミングで心臓麻痺により亡くなった。セルギイの墓は谷中墓地のニコライの墓に並んで建てられている。この墓碑は永眠から4年後の1949年に全国の信徒からの募金により建立されたものである。